# Saku
Saku Õlletehas AS er Estlands ældste og største bryggeri med en markedsandel på ca. 50% – med Saku Originaal som storsælger. Saku producerer øl, cider, mineralvand, drinks og læskedrikke. Gennem Baltic Beverages Holding, der ejer 75% af aktierne, er Carlsberg delejer. De 25%, der ikke ejes af BBH, ejes af småaktionærer.
Bryggeriet går tilbage til 1820, hvor grev Karl Friedrich Rehbinder lod opføre et destilleri og bryggeri.